# Homonota fasciata
El gecko salamanca, ututo o ututu (Homonota fasciata) es una especie de lagarto gekónido del género Homonota. Es un saurio de hábitos nocturnos y de dieta insectívora que habita en el centro-sur de Sudamérica.

## Distribución y hábitat
Homonota fasciata se distribuye desde Bolivia
(única especie del género con registros fehacientes en ese país, con colectas en los departamentos de: Cochabamba, Santa Cruz y Tarija), el centro del Brasil (Mato Grosso), Paraguay (en regiones xéricas del Chaco paraguayo en los departamentos de Alto Paraguay y Boquerón), y el norte y centro de la Argentina hasta el norte de la Patagonia, con geonemia en las provincias de: Jujuy, Salta,  Formosa, Chaco, Santa Fe, Corrientes, Santiago del Estero, Tucumán, Catamarca, Córdoba, La Rioja, San Juan, Mendoza, San Luis, La Pampa, Neuquén y Río Negro.
En ese país, al oriente del río Paraná solo fue detectada una población al borde de ese río, es la que habita en grietas de rocas sedimentarias en la parte superior de las barrancas Toropí, situadas a unos 10 km al sur de la ciudad correntina de Bella Vista.
Es una especie característica de formaciones arbóreas y arbustivas.

## Taxonomía
Homonota fasciata fue descrita originalmente en el año 1836 por los zoólogos franceses Auguste Henri André Duméril y Gabriel Bibron.
Localidad tipo
La localidad tipo es: "En los cañones de la sierra en el Challao", cerca de la ciudad de Mendoza, provincia de Mendoza, Argentina.
Etimología
Etimológicamente el término genérico Homonota deriva de las palabras en idioma griego homos que significa ‘uniforme’, ‘mismo’, ‘similar’ y notos que se traduce como ‘dorso’ o ‘espalda’. El nombre específico fasciata viene de la palabra en latín fasciare, lo que se traduce como ‘fajar’ o ‘fajado’.

## Características
Homonota fasciata es un lagarto mediano, de conformación robusta, con una longitud de unos 60 mm entre hocico y cloaca, alcanzando 140 mm de largo total.
Una combinación de caracteres diagnósticos permite separarlo de otras especies del género Homonota. Su patrón cromático dorsal, si bien muy variable por la acción de los cromatóforos, consistente en grandes manchas cuadrangulares de color castaño oscuro o negruzcas, las que están separadas por delgados espacios blanquecinos. Se caracteriza por presentar escamas quilladas en la parte superior de las patas anteriores, las que pasan en la superficie dorsal del cuerpo a fuertemente quilladas, grandes y separadas unas de otras, dispuestas en series oblicuas las que confluyen hacia la línea vertebral. Estas se encuentran salpicadas sobre escamas comunes, dándole un aspecto rugoso. El color del vientre es blanco inmaculado. Además, no posee escama internasal, muestra escamas subcaudales verticalmente romboidales y transversalmente redondeadas y tiene el conducto auditivo con bordes dentados formados por escamas cónicas.

## Hábitos
Homonota fasciata es un adaptable lagarto, terrestre y nocturno. Su versatilidad le permite sobrevivir tanto en ambientes subtropicales forestados como en estaciones arbustivas desérticas. Es muy conocido por el común del público con el que convive pues suele habitar dentro de viviendas humanas humildes, afectadas por vinchucas, peligroso insecto el cual trasmite a los humanos el mal de Chagas-Mazza. Lamentablemente, los hábitos dietarios insectívoros de este reptil son poco conocidos por la población humana con la que convive, para quienes pesa sus miedos atávicos o tradicionales mitos supersticiosos importados desde Europa, por lo que las matan al encontrarlas.
Se oculta durante las horas del día bajo rocas, lajas o en zonas arenosas aprovecha de la protección que brinda la corteza de los arbustos o árboles. Se mantiene activa desde las 18 hasta las 24 h, explotando un minúsculo territorio de unos 2 metros cuadrados.
Se reproduce de manera ovípara, ovipone entre octubre y diciembre 6 huevos, los que son de color blanco y de un largo de 12 mm. Los nacimientos ocurren de enero a marzo.